# Ernest Kockler
Ernest Paul Kockler (Chicago, 16 de juliol de 1892 - Libertyville, Illinois, 20 de setembre de 1970) va ser un ciclista estatunidenc que va prendre part en els Jocs Olímpics de 1920 a les proves de Contrarellotge individual i Contrarellotge per equips.
Com a professional es va especialitzar en les curses de sis dies.

## Palmarès
- 1922
  - 1r als Sis dies de Chicago (amb Alfred Goullet)
- 1923
  - 1r als Sis dies de Chicago (amb Carl Stockholm)
  - 1r als Sis dies de Nova York (amb Percy Lawrence)